# Bangalor
Bangalor (ಬೆಂಗಳೂರು Bengaluru em canará e oficialmente; Bangalore em inglês) é uma cidade da Índia, capital e maior cidade do estado de Carnataca, localizado no sul do país. Situada no planalto de Decão, na parte sudeste de Carnataca, a cidade, com cerca de 8.474.970 habitantes residindo dentre de seus limites (dados de 2011), é a terceira cidade mais populosa da Índia, e uma das mais populosas do mundo, atrás apenas de Mumbai, a oeste do país, e de Deli, no norte. Já sua região metropolitana é a quinta maior aglomeração urbana do país.
Bangalor, conhecida internacionalmente por ser a principal cidade de alta tecnologia e telecomunicação da Índia (e um dos principais da Ásia), está entre as 10 cidades consideradas mais "empreendedoras" do mundo. Aliado a isso, e por ser uma metrópole em franco crescimento localizada em um país emergente, a cidade enfrenta diversos tipos de problemas, incluindo poluição, especulação imobiliária, trânsito caótico e conflitos socioeconômicos.
Diversas dinastias do subcontinente onde hoje se localiza a Índia tiveram suas áreas de influência na região onde hoje se situa Bangalor. No século XVI d.C., o imperador Kempe Gowda I, líder supremo do Império Vijayanagara foi o primeiro a estabelecer um forte na região da cidade que muitos historiadores apontam como o início da fundação da cidadela que hoje corresponde à Bangalor moderna. Nos séculos seguintes, a região passou a ser controlada inicialmente pelo Império Marata, depois pelos Império Mogol, até ser finalmente anexada ao Reino de Maiçor, e por fim, passar para o domínio britânico ainda no século XIX. Com a independência da Índia em 1947, Bangalor se tornou capital do província de Maiçor, continuando a exercer o papel de capital provincial do então recém-formado estado de Carnataca, que substitui Maiçor em 1956.
Na atualidade, Bangalor é sede de diversas instituições de ensino e universidades, algumas delas entre as mais renomadas da Índia. Bangalor é hoje apelidada como o coração do chamado "Vale do Silício Indiano". Reconhecida como uma gigantesca cidade com alto nível de diversidade demográfica, Bangalor é na atualidade um importante hub econômico-social na Índia, bem como em toda Ásia Meridional, e a segunda metrópole indiana que mais cresce, tantos em termos populacionais como econômicos.
Foi classificada como a cidade indiana mais habitável, com uma população de mais de um milhão de acordo com o Índice de Facilidade de Vida de 2020.

## Etimologia
Bangalor é a versão aportuguesada do nome da cidade na língua canará, ಬೆಂಗಳೂರು (que pronuncia-se: Bengaluru). A primeira referência ao nome foi encontrada numa inscrição em pedra datada do século IX d.C, a qual declara que o local fazia parte do Reino Ganga e era conhecido como Bengaval-Uru, que, em canará arcaico pode ser traduzido como "Cidade dos Guardas".
Segundo uma história popular (não apoiada em provas históricas), Bangalor teria sido chamada Bendakalooru ("Cidade dos Feijões Cozidos") após um marajá do século XI d.C., perdido pela região na sequência de uma caçada, aí comeu um prato de feijão cozido oferecido por uma mulher. O monarca de tal modo gostou do prato que decidiu dar o seu nome ao local onde iria surgir a cidade.
O governo do estado indiano de Carnataca anunciou que alteraria a versão inglesa do nome ("Bangalore") dado pelos britânicos para cidade, para "Bengaluru" a partir de 1 de novembro de 2006 — tal como já aconteceu como Bombaim, que passou a se chamar, oficialmente, Mumbai. O governo da União aprovou este pedido, junto com mudanças de nome para outras 11 cidades de Karnataka, em Outubro de 2014, portanto, Bangalor foi renomeado para "Bengaluru" em 1 de novembro de 2014.

## História

### História antiga e medieval

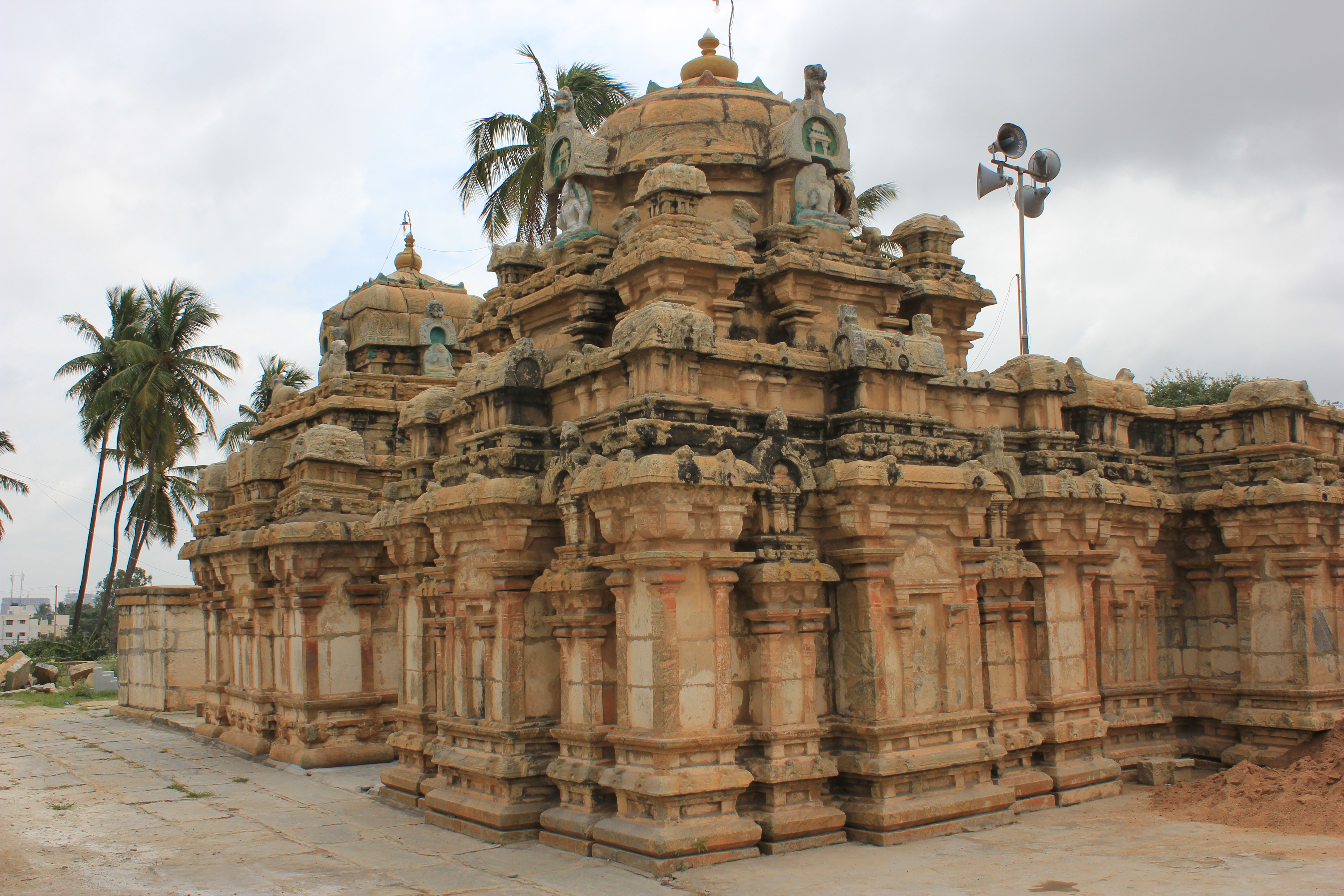
O Templo Begur Nageshwara foi construído em Bangalor por volta de c. 860, durante o reinado da dinastia Ganga Ocidental.

Uma descoberta de artefatos da Idade Pedra durante o censo de 2001 da Índia em Jalahalli, Sidhapura e Jadigenahalli, todos localizados nos arredores de Bangalor hoje, sugerem provável assentamento humano por volta de 4000 AC. Por volta de 1.000 AC (Idade do Ferro), cemitérios foram estabelecidos em Koramangala e Chikkajala, nos arredores de Bangalor. Moedas dos imperadores romanos Augusto, Tibério e Cláudio encontradas em Yeswanthpur e HAL indicam que a região estava envolvida no comércio transoceânico com os romanos e outras civilizações em 27 aC.
O Begur Templo Nageshwara foi comissionado por volta de 860, durante o reinado do Rei Ganga Ocidental Ereganga Nitimarga I e estendido por seu sucessor Nitimarga II.
De acordo com Edgar Thurston houve vinte e oito reis que governaram Gangavadi desde o início da era cristã até sua conquista pelos Cholas. Esses reis pertenciam a duas dinastias distintas: a linha anterior da raça Solar, que teve uma sucessão de sete reis da tribo Ratti ou Reddi, e a linha posterior da raça Ganga.

### Fundação e início da história moderna

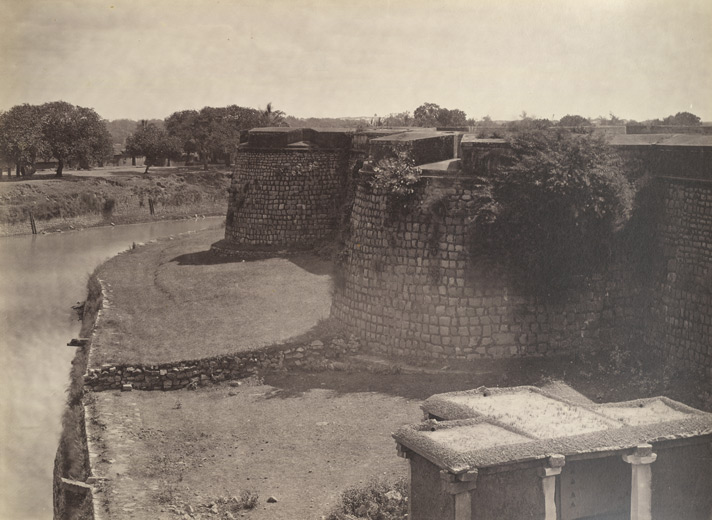
Forte de Bangalore em 1860 mostrando fortificações e quartéis. O forte foi originalmente construído por Kempe Gowda I como um forte de barro em 1537.

A Bangalor moderna foi iniciada em 1537 por um vassalo do Império Vijayanagara, Kempe Gowda I, que se aliou ao império Vijayanagara para fazer campanha contra Gangaraja (a quem ele derrotou e expulsou para Kanchi), e que construiu um forte de tijolos para o povo em o local que se tornaria a parte central da Bangalor moderna. Kempe Gowda era restringido por regras feitas por Achuta Deva Raya, que temia o poder potencial de Kempe Gowda e não permitia um forte de pedra formidável. Kempe Gowda se referiu à nova cidade como sua "gandubhūmi" ou "Terra dos Heróis". Dentro do forte, a cidade foi dividida em divisões menores - cada uma chamada de "pete" ( pronúncia em Kannada: [peːteː] ). A cidade tinha duas ruas principais - a rua Chikkapeté, que ia de leste a oeste, e a rua Doddapeté, que ia de norte a sul. Seu cruzamento formava a Praça Doddapeté - o coração de Bangalor. Durante o governo Vijayanagara, muitos santos e poetas se referiram a Bangalor como "Devarāyanagara" e "Kalyānapura" ou "Kalyānapuri" ("Cidade Auspiciosa").
O Forte de Bangalore foi capturado pelos exércitos britânicos sob o comando de Lord Cornwallis em 21 de março de 1791 durante a Terceira Guerra Anglo-Mysore e formou um centro de resistência britânica contra o sultão Tipu. Após a morte de Tipu na Quarta Guerra Anglo-Mysore (1799), os britânicos devolveram o controle administrativo de Bangalor "pētē" ao Marajá de Mysore e foram incorporados ao Reino de Mysore, que existia como uma entidade nominalmente soberana do Raj britânico. A cidade velha ("pētē") desenvolveu-se nos domínios do Maharaja de Mysore. A Residência do Estado de Mysore foi estabelecida pela primeira vez na cidade de Mysore em 1799 e depois transferida para Bangalor em 1804. Foi abolida em 1843 apenas para ser revivida em 1881 em Bangalor e fechada permanentemente em 1947, com a independência da Índia. Os britânicos acharam Bangalor um lugar agradável e apropriado para posicionar sua guarnição e, portanto, mudaram seu acantonamento de para Bangalore Seringapatam em 1809 perto de Ulsoor, cerca de 6 km (4 milhas) a nordeste da cidade.

## Geografia

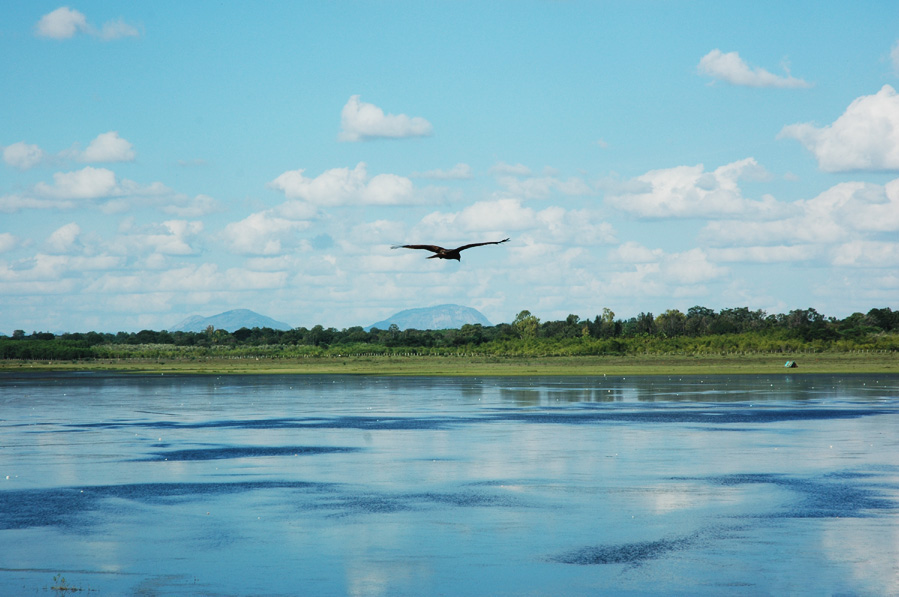
O rio Bangalor, que corta e dá o nome à cidade

A cidade de Bangalor está situada no sudoeste do estado de Karnataka, que por sua vez, está localizado no sul da Índia. A cidade se desenvolveu sobre o planalto de Decão, numa média de altitude de 900 metros, ocupando uma área de aproximadamente 741 km². O ponto mais alto dentro do território de Bangalor é o pico do morro Vidyaranyapura Doddabettahalli, a 962 metros acima do nível do mar, situado numa área pouco urbanizada a noroeste do centro da cidade.
Bangalor tem um punhado de lagos de água doce e tanques de água, os maiores dos quais são o tanque Madivala, o Lago Yediyur e o Tanque Sankey. A água subterrânea ocorre em arenosas camadas dos aluviais sedimentos. O Complexo Gnáissico Peninsular (PGC) é a unidade rochosa mais dominante na área e inclui granitos, gnaisses e migmatitos, enquanto os solos de Bangalor consistem em laterita vermelha, e solos finos e argilosos.

### Clima
Bangalor possuí um clima tropical de altitude do tipo savana, sem estações do ano distintas e marcada por períodos secos com baixa umidade relativa do ar, e por períodos úmidos e chuvosos, com altos níveis de umidade. Devido a sua altitude, de cerca de 900 metros em média em relação ao nível do mar, Bangalor apresenta normalmente temperaturas mais amenas, principalmente entre dezembro e fevereiro, do que outras regiões do estado de Karnataka situadas em áreas menos elevadas, e do que o litoral do estado, ao nível do mar. De fato, a temperatura média anual da cidade é de cerca de 25 °C, variado entre aproximadamente 35 °C, durante o mês mais quente, abril, e 15 °C, durante o mês mais frio, janeiro. Em comparação, outras importantes cidades de Karnataka, como Gulbarga, na região nordeste do estado, situado a uma altitude de cerca de 450 metros, apresenta uma temperatura anual média de 28 °C (entre 20 °C no inverno e 36 °C no verão), e Mangalore, principal cidade do litoral de Karnataka, que apresenta uma temperatura média anual de 30 °C (variado de 23 °C no inverno e 37 °C no verão).
Ocasionalmente, as temperaturas em Bangalor podem passar dos 38 °C nos últimos dias de abril, e cair abaixo de 12 °C na penúltima semana de janeiro, normalmente. A maior temperatura já registrada em Bangalor foi de 41.1 °C em 24 de abril de 2016 (com sensação térmica superior a 44 °C), e a menor já registrada foi de 7.8 °C em 21 e 22 de janeiro de 1884.
O maior acúmulo de chuvas em apenas 24 horas se deu em 1° de outubro de 1997, quando choveu um total de 179 mm

## Demografia
| Crescimento populacional de Bangalor \| Ano \| Pop. \| ±% \| \| ---- \| --------- \| ------ \| \| 1971 \| 1.654.900 \| — \| \| 1981 \| 2.922.000 \| +76.7% \| \| 1991 \| 4.130.000 \| +41.3% \| \| 2001 \| 5.101.000 \| +23.5% \| \| 2011 \| 8.425.970 \| +65.2% \| |           |        |
| Ano | Pop.      | ±%     |
| 1971 | 1.654.900 | —      |
| 1981 | 2.922.000 | +76.7% |
| 1991 | 4.130.000 | +41.3% |
| 2001 | 5.101.000 | +23.5% |
| 2011 | 8.425.970 | +65.2% |

Com cerca de 8.425.970 habitantes residindo dentre de seus limites (segundo dados de 2011), Bangalor é terceira cidade mais populosa da Índia, sendo superada somente por Bombaim e por Déli, e a 18ª cidade mais populosa do mundo. Entretanto, se consideramos sua região metropolitana, a população da cidade pula para 10.456.000 pessoas, figurando desse modo como a quinta região metropolitana mais populosa do país, atrás somente das regiões metropolitanas de Delhi, Mumbai, Calcutá e Chennai. Bangalor teve a segunda mais rápida expansão populacional entre todas as "principais cidades indianas" em termos de porcentagem (atrás somente de Nova Délhi) entre 1991-2001, com um crescimento demográfico de 38% nos anos 1990. Bangalor, por tanto, concentra, sozinha, segundo dados de 2011, cerca de 14% da população do estado de Karnataka, e sua região metropolitana, pouco menos de 14,5%.
A natureza cosmopolita da população bangaloriana é fruto da intensa imigração (principalmente de pessoas vindas de zonas rurais de Karnataka e também de outros estados indianos) que a cidade sofreu nos últimos 30 anos, e que fortaleceram ainda mais seu crescimento populacional. A Língua canaresa é a mais falada entre os moradores da cidade no dia-a-dia em termos de porcentagem, muito embora o hindi, o inglês, o telugu e o kammil também sejam falados constantemente por boa parte dos moradores.
Cerca de 47% da população de Bangalor (cerca de 3,9 milhões de pessoas) é do sexo feminino, enquanto pessoas do sexo masculino correspondem pelos 53% restantes (aproximadamente 4,4 milhões de habitantes). Ainda de acordo com dados recentes, 11% da população da cidade é analfabeta, um índice alto, mas bem abaixo dos 40% nacionais. Cerca de 10% da população da cidade (cerca de 840 mil pessoas) vivem em favelas, um número bem baixo se comparado à Mumbai, por exemplo, a maior metrópole indiana, em que 50% da população vivem nos mais diversos locais desse tipo. De fato, Bangalor está entre as cidades com melhor Índice de Desenvolvimento Humano (IDH) da Índia, com um índice que é praticamente o dobro da média nacional.[carece de fontes?] Segundo dados de 2008, de todos os crimes registrados pela polícia nas 35 mais populosas cidades do país naquele ano, 8.5% aconteceram em Bangalor.
De acordo com o Censo de 2001, 79.4% da população da cidade segue a religião hindu, aproximadamente a mesma porcentagem da média nacional naquele ano. Muçulmanos correspondem por 13.4% da população, cristãos formam 5.8%, jainistas, 1.1%, e demais segmentos religiosos, pessoas sem religião e/ou ateus, 1% da população restante. A população cristã em Bangalor é bem significativa se comparado à média nacional indiana de cristãos (que é de 2,3%), correspondendo por cerca de 490 mil pessoas em números absolutos em 2011.

## Economia

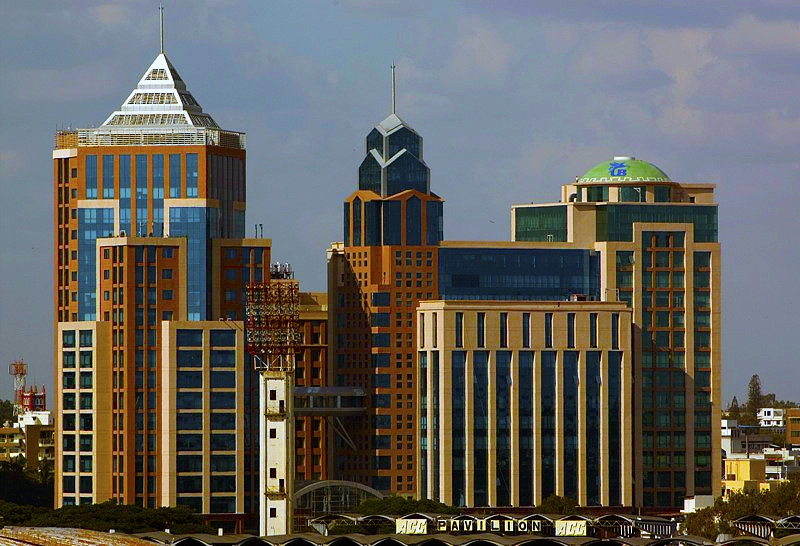
Modernos edifícios no centro de Bangalor do centro financeiro de UB City, um dos maiores e mais importantes da Índia.

Bangalor é um dos principais centros financeiros, industriais e comerciais da Índia, núcleo de um dos mais importantes complexos de alta tecnologia e tecnologia de informação da Ásia, Os confrontos ideológicos às vezes ocorrem entre os magnatas da TI da cidade, que exigem uma melhoria na infraestrutura da cidade, e o governo estadual, cuja base eleitoral é principalmente a população da zona rural de Karnataka. O incentivo à indústria de alta tecnologia em Bangalor, por exemplo, não favoreceu o desenvolvimento de empregos locais, mas, em vez disso, aumentou o valor da terra e expulsou as pequenas empresas.
É um dos destinos de negócios mais favoráveis da Índia. É a quinta cidade da Índia a hospedar um grande número de empresas da Fortune, ao lado de Mumbai, Delhi, Calcutá e Chennai.

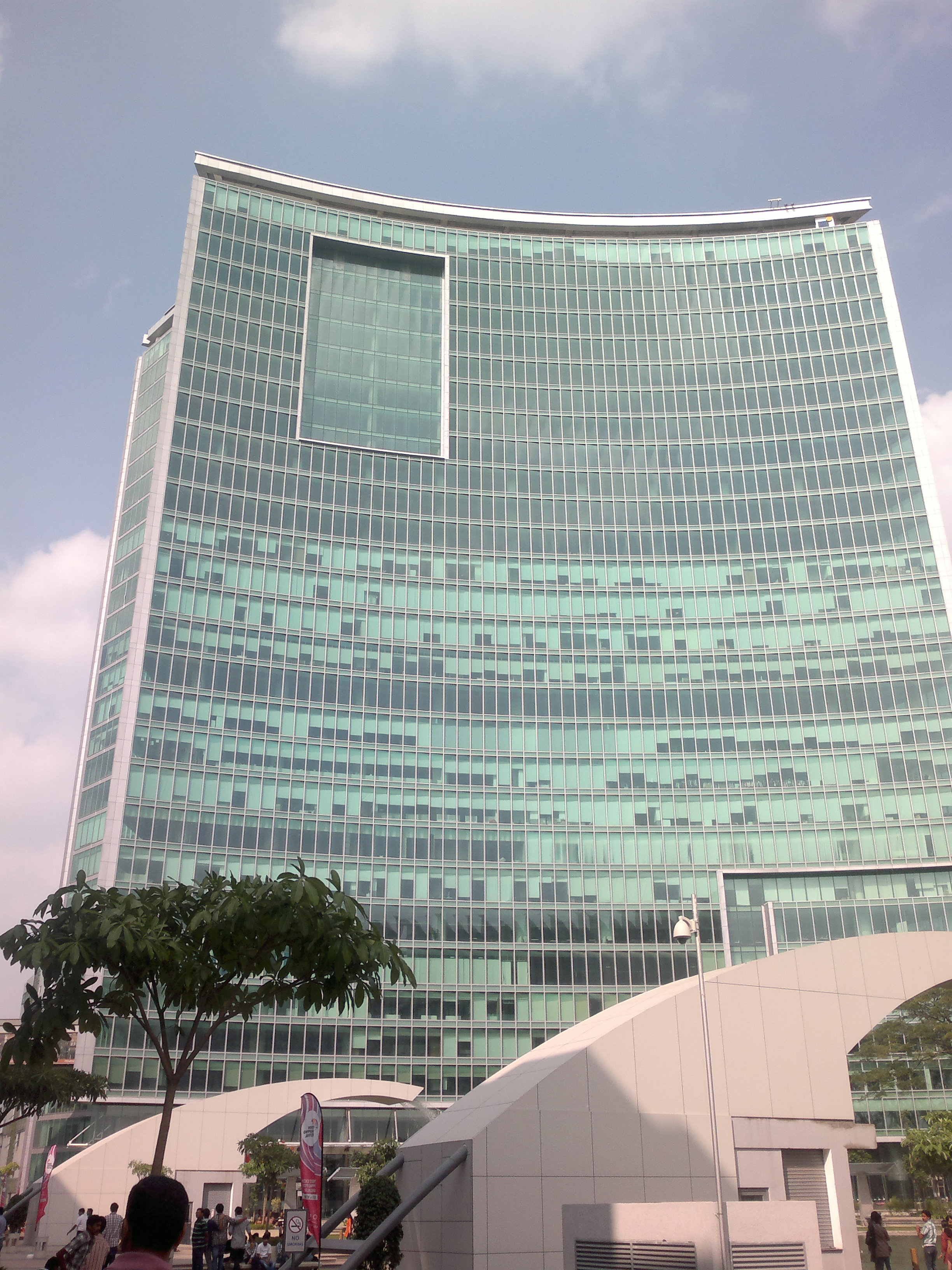
World Trade Center Bangalore

Bangalor é um destino favorável para desenvolvimentos industriais. O United Breweries Group está sediada em Bangalor. A cidade é um centro automotivo. Tata Hitachi Construction Machinery, Mahindra Electric, Bharat Earth Movers, Toyota Kirloskar Motor, Tesla Índia, Ather Energy estão sediadas em Bangalor dentro de suas operações. Indústrias aeroespaciais também são populares em torno de Bangalor, o que a tornou a capital do Monopólio da Aviação da Índia. Airbus, Boeing, Tata Advanced Systems, Organização de Pesquisa Espacial Indiana, Liebherr Aerospace têm unidades em Bangalor. Bangalor também emergiu como um centro de fabricação de eletrônicos e hardware da Índia, como Dell, Nokia, Philips, Wistron. A SKF tem uma fábrica em Bangalor.
Com um Produto Interno Bruto (PIB) da região metropolitana de Bangalor em 2008 calculado segundo sua Paridade de Poder de Compra em 378 bilhões de rúpias indianas (cerca de US$70 bilhões), tem um PIB per capita no mesmo ano de 46,6 mil rúpias indianas (cerca de US$8,6 mil) aproximadamente 8 vezes superior a média nacional em 2008. O PIB da "Grande Bangalor", desse modo, corresponde a mais de 50% do PIB de Carnataca no mesmo período.

## Transporte

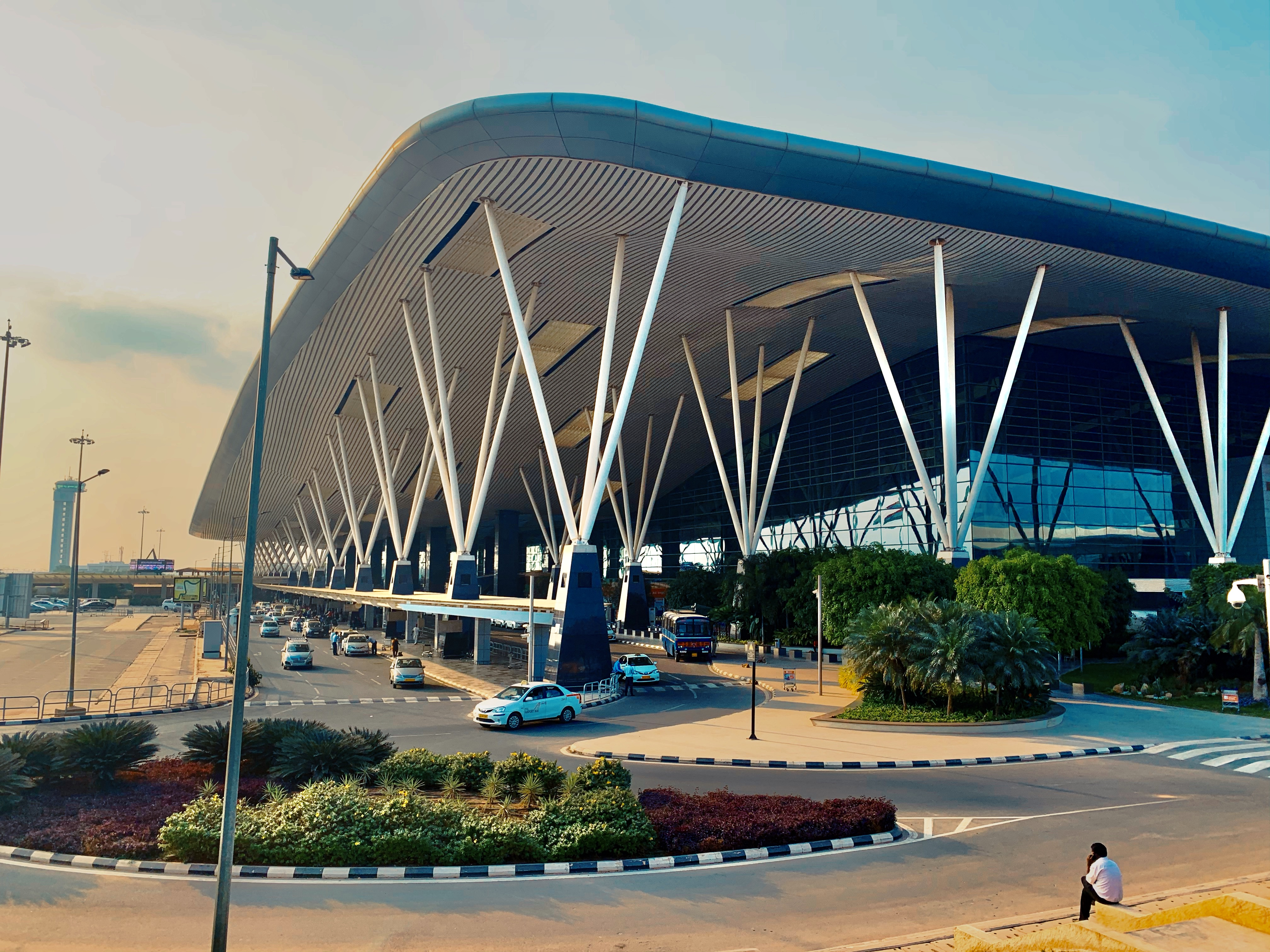
O Aeroporto Internacional Kempegowda.

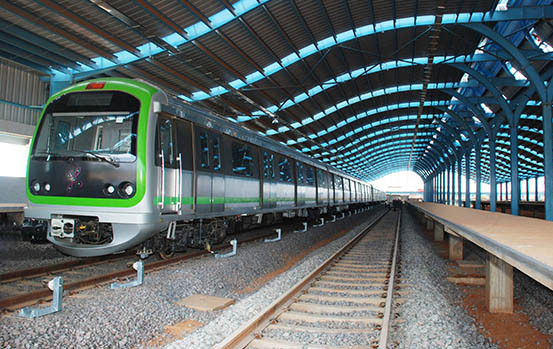
Linha verde do Metrõ de Bangalor.

Bangalor é servida pelo Aeroporto Internacional de Kempegowda (IATA : BLR, ICAO : VOBL), localizado em Devanahalli, a cerca de 40 km (25 milhas) do centro da cidade.
O aeroporto é o terceiro mais movimentado da Índia depois de Delhi e Mumbai em termos de tráfego de passageiros e o número de movimentos de tráfego aéreo (ATMs).
Um sistema de Metrô de denominado Metrô Namma está sendo construído em etapas. Inicialmente inaugurada com o trecho de 7 km (4,3 mi) de Baiyappanahalli à MG Road em 2011, fase 1 cobrindo uma distância de 42,30 km (26,28 mi) para as linhas norte-sul e leste-oeste foi operacionalizada em junho de 2017. Fase 2 do metro cobrindo 72,1 km (44,8 mi) está em construção e inclui duas novas linhas, juntamente com a extensão das linhas norte-sul e leste-oeste existentes. Também há planos para estender a linha norte-sul até o aeroporto, cobrindo uma distância de 29,6 km (18,4 milhas). Espera-se que esteja operacional em 2021.
Embora Bangalor não tenha trens suburbanos no momento, tem havido demandas por um serviço de trens suburbanos, tendo em mente o grande número de funcionários que trabalham nas áreas do corredor de TI de Whitefield, Outer Ring Road e Electronics City. A Rail Wheel Factory é o segundo maior fabricante de rodas e eixos para ferrovias da Ásia e está sediada em Yelahanka, Bangalor.

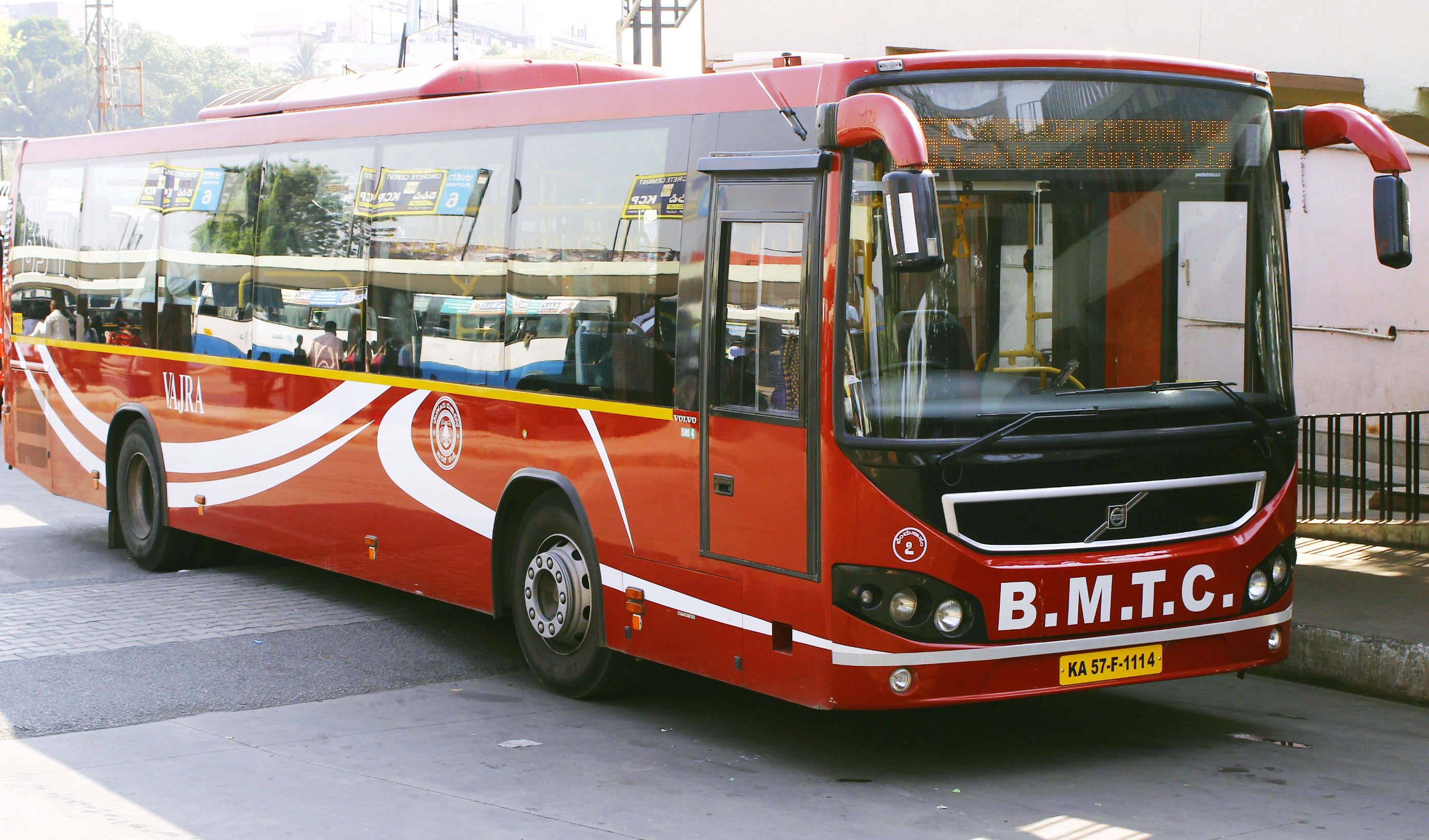
Os ônibus da BMTC Vajra são populares no corredor de TI. Foi introduzido em 2005

Os ônibus operados pela Bangalore Metropolitan Transport Corporation (BMTC) são um meio importante e confiável de transporte público disponível na cidade. Embora os passageiros possam comprar passagens a bordo desses ônibus, o BMTC também oferece a opção de passe de ônibus para usuários frequentes. BMTC opera ônibus de luxo com ar-condicionado nas principais rotas e também opera serviços de transporte de várias partes da cidade para o Aeroporto Internacional de Kempegowda. O BMTC também possui um aplicativo móvel que fornece a localização em tempo real de um ônibus usando o sistema posicionamento global de do dispositivo móvel do usuário. A Karnataka State Road Transport Corporation opera 6.918 ônibus em 6.352 horários, conectando Bangalor com outras partes de Karnataka, bem como outros estados vizinhos. Os principais terminais de ônibus que o KSRTC mantém são a Estação Rodoviária de Kempegowda, localmente conhecida como "ônibus Majestic", de onde partem a maioria dos ônibus da estação. Alguns dos ônibus KSRTC para Tamil Nadu, Telangana e Andhra Pradesh partem da Estação Rodoviária de Shantinagar, Estação de ônibus de satélite em Mysore Road e estação de ônibus de satélite de Baiyappanahalli.

## Cultura
Bangalor é conhecida como a "Cidade Jardim da Índia" por causa de sua vegetação, ruas largas e a presença de muitos parques públicos, como o Lal Bagh e o Parque Cubbon.
Em maio de 2012, a Lonely Planet classificou Bangalor em terceiro lugar entre as dez melhores cidades do mundo para se visitar.
A diversidade da culinária reflete a diversidade social e econômica de Bangalor. Bangalor tem uma ampla e variada mistura de tipos de restaurantes e cozinhas e os bangalorianos consideram comer fora como uma parte intrínseca de sua cultura. Vendedores de rua, barracas de chá do sul da Índia, do norte da Índia, da China e fast food do Ocidente são muito populares na cidade. Os restaurantes udupi são muito populares e servem cozinha regional predominantemente vegetariana.
Bangalor é o lar da indústria cinematográfica Kannada, que produz cerca de 80 longas-metragens Kannada a cada ano. Bangalor também tem uma cultura teatral muito ativa e vibrante com teatros populares sendo Ravindra Kalakshetra e o mais recentemente inaugurado Ranga Shankara A cidade tem uma cena de teatro vibrante em inglês e língua estrangeira com lugares como Ranga Shankara e Chowdiah Memorial Hall abrindo caminho para apresentações que levaram ao estabelecimento da indústria de filmes amadores. O teatro Kannada é muito popular em Bangalor e consiste principalmente em sátira política e comédia leve. As peças são organizadas principalmente por organizações comunitárias, mas existem alguns grupos amadores que encenam peças em Kannada. Companhias teatrais em turnê pela Índia sob os auspícios do British Council e Max Müller Bhavan também encenam apresentações na cidade com frequência. A Alliance Française de Bangalor também hospeda inúmeras peças ao longo do ano.

## Educação

Indian Institute of Management Bangalore, um dos principais institutos de gestão da Índia.

Na Índia pós-independente, as escolas para crianças pequenas (16 meses a 5 anos) são chamadas de creche, jardim de infância ou escola lúdica, que são amplamente baseadas na Montessori ou inteligência múltipla. primário, ensino médio e ensino secundário em Bangalor é oferecido por várias escolas que são filiados a um dos governamental ou governo reconheceu placas privadas de ensino.
As escolas em Bangalor são administradas pelo governo ou privadas (com ou sem auxílio do governo). Bangalor tem um número significativo de escolas internacionais devido a expatriados e trabalhadores de TI. Depois de concluir o ensino médio, os alunos frequentam um curso pré-universitário ou continuam em um curso equivalente de segundo grau em uma das três áreas - artes, comércio ou ciências com várias combinações. Alternativamente, os alunos também podem se inscrever em cursos de diploma. Ao concluir os cursos exigidos, os alunos matriculam-se em graus gerais ou profissionais nas universidades por meio de entrada lateral.

## Esportes
O críquete e o futebol são, de longe, os esportes mais populares da cidade. Bangalor tem muitos parques e jardins que oferecem excelentes campos para jogos improvisados. Um número significativo de jogadores de críquete nacionais veio de Bangalor, incluindo os ex-capitães Rahul Dravid e Anil Kumble.
O Estádio de críquete internacional de Bangalor é o M. Chinnaswamy Stadium, que tem capacidade para 55.000 pessoas e já sediou partidas durante a Copa do Mundo de Críquete de 1987, Copa do Mundo de Críquete de 1996 e a Copa do Mundo de Críquete de 2011. O Estádio Chinnaswamy é a casa da Academia Nacional de Críquete.
A franquia Royal Challengers Bangalore da Premier League indiana e o Bengaluru FC da Superliga Indiana estão sediados na cidade. A cidade sediou alguns jogos da Copa do Mundo Unity 2014.